# 濕眶客
濕眶客（英語：Squonk）是一種流傳在伐木工人傳說中的生物，據稱居住在賓州北部鐵杉木林裡。濕眶客的傳說可能起源於19世紀晚期，其時賓州正處於伐木工業的高峰期，並在伐木業中佔有極重要的一席之地。

## 民間傳說
最早有關濕眶客的書面記錄載於威廉·T·考克斯（William T. Cox）所著的《Fearsome Creatures of the Lumberwoods, With a Few Desert and Mountain Beasts》（1910）一書中，繼而被轉載至阿根廷作家豪爾赫·路易斯·博爾赫斯於1969年的作品《幻獸辭典》（Book of Imaginary Beings）。
根據傳說，濕眶客因為外表醜陋而生性非常膽怯、羞於見人。牠的表皮鬆垮，彷彿披著一件尺寸過大的衣服，並且覆滿了疣和難看的斑點，因此牠大半時間總在哭哭啼啼和躲躲藏藏，唯恐被人看見；然而也因為牠的毛皮十分罕見，有些人出了重金懸賞。獵人們四出搜捕濕眶客，但總是徒勞無功，因為當濕眶客被獵人包夾時，牠們能夠將自己完全溶解於淚水與泡沫中藉以逃脫。據說曾有一個名為J·P·溫特林（J. P. Wentling）的人，在一個滿月的夜晚循著一隻濕眶客在地上留下的淚痕，在一棵鐵杉下找到了牠的蹤跡。他模仿濕眶客的哀啼聲，將牠引誘近前並捉住裝在一個袋子裡。然而，回家途中他突然覺得身上背的袋子變輕了；他急忙打開袋子檢查，結果發現袋子裡只有那頭悲傷生物所留下的一灘淚水。
濕眶客的學名為「Lacrimacorpus dissolvens」，由拉丁文中代表「淚水」、「身體」與「溶解」的字根組成。

## 科學名詞
“Squonk”一詞也可在化學或生物學中見到，用以形容在溶解狀態十分穩定的物質，或是那些在一般狀態十分不穩定，但溶解後如未經催化刺激聚合作用或分解作用就難以分離出來的物質。

## 外部連結
- The Squonk from Fearsome Creatures Of The Lumberwoods